# Honor de Suarón
El Honor de Suaron (u Honor del Suarón) es el vínculo de vasallaje, "El Honor", propio del Reino de León, que fue constituido sobre el territorio situado entre los ríos Eo y Navia a finales de la Alta Edad Media.

## Detentación y régimen jurídico
La figura del honor en el reino asturleonés, también presente en el primitivo Reino de Aragón y en el Reino de Navarra, se define como el territorio en torno a un castillo que era otorgado a un noble como beneficio, "honor regalis", por razón de su participación en las campañas militares del rey. En este sentido, junto al Honor de Suarón, nos encontramos con el Honor de Grandas en el extremo suboccidental y más lejos de aquel el Honor de Gordón en el límite con el Reino de León. En el caso del Honor de Suarón, la designación del detentador, "tenente", se produce de ordinario en personas directamente vinculadas a la pequeña nobleza de la comarca.
Según Álvarez Castrillón el territorio de Suarón estaba vinculado por la voz del Rey a la circunscripción de Tineo donde su teniente o merino constituía la instancia de apelación. Por encima de él aparece el merino o adelantado de Asturias, también alguna vez mencionado como teniente de Asturias, y a partir de mediados del siglo XIII esta vinculación se asimila o diluye en la de León, bajo la figura del merino o adelantado, quien aparecerá mencionados indistintamente con una o las dos titulaciones territoriales. Señala este autor que quien desempeña el cargo de tenente es en realidad un delegado del Rey primero, y más tarde del Obispo de Oviedo, cargo que le precede siempre. La configuración de la condición de teniente no siempre queda configurado en torno a una sola persona y en ocasiones aparece compartida entre varios tenientes. Junto a estos y como consecuencia de las dificultades de un territorio bastante disperso se crean beneficios en el que se delega el poder, a través de demarcaciones más reducidas. Álvárez Castrillón cita en este sentido un documento del año 1266, en el cual entre los testigos firmantes se cita a un tal «Gonzalvo Suarez maordomo de do Gonzalvo in terra d'oscos», señal de que existía la figura de un delegado del tenente para la comarca.

## El castillo de Suarón
La localización del castillo de Suarón es discutida, pero la mayoría de los autores la suelen situar en la parroquia de Meredo. El libro registro de Corias arroja luz sobre esta cuestión señalando: 

Comes Piniolus et uxor comitiss Ildoncia comparauerunt de Auria Pinioliz meditatem de Veiga de Meredo et icact inter duo Puronia et Suarone, iusta illud Castrum de Suarone In era Mª LXª IIIª»
El conde Piñolo y su mujer la condesa Aldonza compraron a Auria Piñolez la mitad de la Vega de Meredo, entre los ríos Puroña y Suarón, justo en donde está el Castillo de Suaron, en el año de la era de 1053, 1016.
 Libro registro de Corias, 54r, A,1-6.

Pérez de Castro sitúa la localización del castillo en una fortificación protohistórica situada en la actual parroquia de Meredo, sobre el Castelo de Suarón o Monte del Castelo, que se encontraría en la confluencia en que el río Añides, también conocido como río del Castelo, desemboca en el Suarón, por la tarula del Suarón, bañándola aquel por el Suroeste y éste por el Noroeste y Norte. Esta ubicación resulta más adecuada que otras propuestas al hallarse más abrigada a las invasiones de los pueblos normandos que se producen al tiempo de su creación. Esta misma autora también sostiene que la detentación material del castillo pertenecía a la casa de Presno, señores del Castillo de Suarón y del coto y jurisdicción de Montealegre quienes estarían vinculados por vínculo de vasallaje con los detentadores del Honor designados por la autoridad real y posteriormente por los obispos de Oviedo.

## Origen del territorio: el monacato bretón.

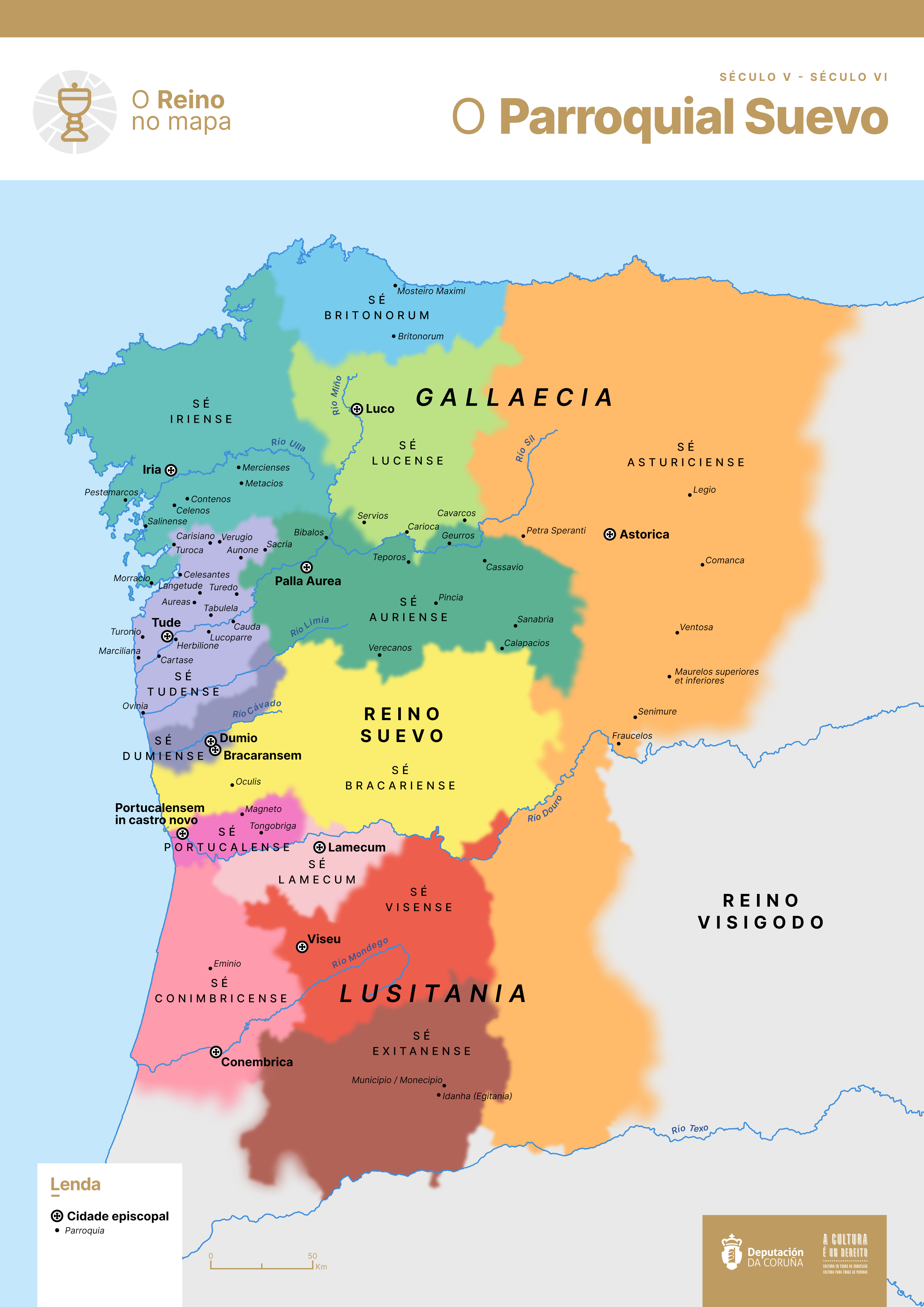
Distribución geográfica de la sede del Parrochiale, en azul claro la sede de Britonia. Debe tenerse presente que la Britoniense era una sede de jurisdicción personal, no territorial por lo que la referencia a los linderos de esta diócesis debe entenderse como aproximativa

Durante la Alta Edad Media, el territorio comprendido entre los ríos Eo y del Navia se encuentra dependiente del Monacato Bretón. El "Parrochiale Suevum", documento administrativo redactado al tiempo del Concilio de Lugo (569), describe un asentamiento bretón en torno al Monasterio Máximo y del que dependerían otros establecimientos e iglesias asociados al monacato celta.

Ad sedem Britonorum ecclesias que sut intro Britones una cum monasterio Maximi et que in Asturiis sunt.

La sede del Monasterio de Máximo suele situarse por los historiadores en algún lugar entre el río Masma y el río Eo, identificándose por muchos con restos arqueológicos encontrados en la parroquia de Bretoña (A Pastoriza), a escasos kilómetros del territorio del Eo-Navia y muy distante del resto de las sedes episcopales como la de Lugo, que comprende Barreiros, Quiroga y Montenegro y Astorga que comprendería además de Asturica (Astorga), Legio (León), Bergido (El Bierzo), Petra speranti y Comanca (sur de la provincia de León), Ventosa (norte de la provincia de Zamora), Maurelos superiores e inferiores (valle del Tabara) y por último el territorio de los paesci, pesgos o pésicos que constituye la continuidad de realidades tribales anteriores a la conquista romana situado en torno al Valle del Narcea.
La referencia a las iglesias que están en Asturias, in Asturiis sunt, es considerada por la mayoría de los autores texto interpolado, por cuanto que en tiempo del Reino Suevo, no existía otra referencia al territorio de asturiense que la propia de la diócesis de Astorga y al territorio de los pesgos (pésicos), estando lo que es hoy el centro y oriente del Principado bajo el dominio de los Ruccones (lugones) fuera, por tanto, del ámbito de influencia del Reino Suevo. López Alsina atribuye esta interpolación al obispo Vistruario de Lugo, en un intervalo temporal que se produciría entre los años 1061 y 1070. Según dicho autor «la manipulación permitía que, si acaso, el que el obispo de Mondoñedo pudiese reivindicar Asturias como su único espacio territorial. Esta propuesta implica que o bien el obispado de Mondoñedo debía desaparecer, puesto que en el siglo XI ya no quedaban ecclesiae intro britones o bien, en caso de mantenerse, sería a costa del obispado de Oviedo, sobre el territorio de Asturias. Por una u otra vía, Lugo negaba que Oviedo tuviese derecho a ejercer jurisdicción sobre las iglesias que Lugo reivindica en el siglo XI como pertenecientes a su antiguo obispado en el siglo VI». Lo que no quita a que efectivamente existiese en Asturias una incipente organización eclesiástica dependiente del monacato bretón como resulta del examen del documento fundacional del Monasterio de San Vicente, fechado el 25 de noviembre de 781 el cual se encuentra directamente relacionado con el de Esperantano perteneciente a la sede britoniense. Así lo entiende Constantino Cabal que pone en relación el documento del Rey Silo y el eremitorio existente en el lugar de Lucis entre los ríos Eo y Masma con la funcación de la ciudad de Oviedo. Cabal propugna que los monjes fundadores del eremeritorio que da lugar a la ciudad de Oviedo procederían de este lugar y estarían vinculados al tipo de monacato celta.
Sabemos hoy, que Britonia era una sede organizada de acuerdo con las normas habituales de las iglesias de tradición insular o celta dentro del modelo monacal constituido por San Patricio. El obispo tenía también las funciones de abad del monasterio donde residía, en este caso en el de Máximo, y ejercía sus funciones episcopales y abaciales respecto de familias enteras que se sometían al régimen monacal. En el occidente asturiano se encuentran muchas manifestaciones de esta primitiva forma de organización.
En el año 832 como consecuencia de la invasión sarracena, el rey Alfonso II acuerda incorporar la diócesis de Britonia a la diócesis de Oviedo, que carecía de antecedentes, pero que ostentaba en el territorio asturiense diversos cenobios como posiblemente sería el existente en la propia ciudad de Oviedo. Con la restauración de Mondoñedo heredera de la de Britonia, la de Mondoñedo ve compensado el territorio entregado a la de Oviedo con determinados territorios pertenecientes a la iriense. El padre Flórez al comentar el pergamino de la Catedral de Mondoñedo, datado en el año 867, (Tumbo Mondoñedo, p. 35-36, f. 196r) señala como la diócesis de Oviedo absorbió a la de Britonia y la incorporó a la nueva diócesis ovetense,  más luego de resurgida la diócesis de Mondoñedo declarada heredera de aquella, el rey compensa la privación de más de la mitad de su territorio por la asignación en compensación como territorio diocesano de Trasancos, Besancos (actual archiprestazgo de Bezoucos) e Pruncios (actual archiprestazgo de Pruzos) que toma en compensación de lo que antes tenía la Mondoñedo en Asturias. Como resultado de todo lo cual, la demarcación originaria de Britonia se divide en dos, de una parte aquella en la que se ubicaba el monasterio de Máximo junto los territorios donados en las rías altas gallegas que permanecerá en Mondoñedo, mientras que de otra parte, las iglesias al este del Eo las cuales van a quedar vinculadas a la de Oviedo.

## Del monacato bretón al benedictino
Fernández Conde nos muestra también como en los siglos VIII-IX la sociedad de los territorios ocupados por los bretones experimenta una gran transformación, fenómeno que ha sido documentado en la britonia continental. Este proceso supondrá la territorialización y patrimonialización de los centros eclesiásticos por particulares y la generalización del modelo benedictino. Con todo cabe reconocer pese a la tendencia a la uniformidad la persistencia de una identidad cristiana particular en la britonia francesa del siglo IX, expresada en sutiles divergencias frente a la estandarización carolingia. Un proceso parecido se produce en las iglesias bretonas y pésicas que permitirá la implantación generalizada del monacato prebenedictino fuertemente asentado en el noroeste peninsular.
En este tiempo, es de interés las referencias a la comarca contenidas en el testamento del año 926, 23 de septiembre, otorgado por un supuesto rey Ramiro, hijo de Alfonso III y de la Reina Gimena, quien entrega una larga lista de iglesias en el occidente asturiano que nos muestra la singularidad de la ordenación territorial del occidente y la vinculación de las familias a los centros monacales. Se trata de un documento fuertemente interpolado, que presenta dos partes, una primera parte que podría corresponderse con un original desconocido en el que se contiene una deslavazada relación de heredades en Asturias donadas a la Iglesia de San Salvador, y una segunda parte en la que se procede de forma sistemática a situar diversos establecimientos eclesiásticos en función de su localización, entre los ríos Barayo y Navia, Navia y Porcía, Porcía y Eo y finalmente los situados frente a la ría de Ribadeo. Esta segunda parte pese a constituir una clara interpolación del texto, nos describe con gran precisión la organización territorial del occidente Asturiano. Se señala:

In Asturiis: inter Varajum et Nauiam, ecclesiam Santi Petri Andías, cum suis adiacentís, in mari in fluusi in monítivus ab integro secus flumen Naviam ecclesiam Sancti Micaheli cum suis adiacentijs, Inter Nauiam et Purziam flumina ecclesiam Sanctorum Cosme et Damiani cum suis adiacentiis similiter. Ecclesiam Sancti Martini de Moias similiter. Inter flumina Purziam et Ouem monasterium Sancti Iuliani de Monacos, Malos per suos terminos, per flumen Purzia ad cursum per pellogasa per Cinzobre per Sancta Maria de Monte, Per Efarogius in direutum usque Purzia intus ab integrum suas deganeas eccelesiam Santi Martini et alias uillas que dicuntur Salaues ambas, cum mutis in eis. Secus flumen Eremezana iuxta Miudes ecclsiam Sancte Eulalie et cum familia sua et cum suis adjacentjis. Iusta flumen Thoragam ecclesias Sancta Maria e de Taule et Sanctj Iohannis et Sancte Marie et Sanctj Andree de Serantes in ora maris Iusta flumen Oue Monasterium Sancti Johannis Babtiste de molnes cum familia sua per suso terminos, exuna parte per Kanale et per rio et per faru et Villa Gotmis per Gandrausquei n flumnie Oue exaliaparte per Moldes de Rege per Quintana Donga usque Oue, que dicitur Loes et ecclesia Sancte Cecilie in villa que dicitur Seanres et villa que dicitur Fonte Frigia ab integro.
- Liber Testamentorum, Testamentum Ranimiri Regis, Filius Adefonsi Regis et Xemene Regine, LTO 40vB6 -41rA11.

La referencia et cum familia sua et cum suis adiecentis nos pone de manifiesto que los monasterios presentaban una continuidad de la familia extensa en el que la autoridad religiosa constituye el eje de la organización política. Conocemos también por los documentos del Monasterio de Oscos y por diversos juicios del Obispo de Oviedo con la nobleza de la comarca como familias enteras de personas vivían o dependían de los Monasterios.

## Demarcación del territorio
Las primeras referencias conocidas al Honor de Suarón se encuentran en el pergamino datado en el año 1090 conocido como Divisio inter Sanctam Mariam et Suaronem et Alvam. Se indica en dicho documento como teniente del Honor al Conde don Pedro Pelagi, quien ostenta también la tenencia de Tineo y del territorio de Alba, en lo que hoy es Luarca. En aquel se trata de la adscripción de determinados siervos que se habían instalado en la demarcación del Monasterio de Cartavio y en el monte de Arancedo. El obispo Arias reclama los hombres y criaturas que se indican, por pertenecer a la mandación cartaviense que recibió de la iglesia de San Salvador de manos del rey don Alfonso V, hijo de Bermudo II. Por su parte, el Conde Pedro Pelagi alega que obtuvo las mandaciones de Suarón y Albam también del rey don Alfonso que eran aquellos hombres y creaciones propias de su condición de realengo. El procedimiento seguido por varios exquisidores procedentes de la casata Ascariko en Suarón y de la Casata Michahelis Barkarii en la tierra de Alba que interrogan a los ancianos del lugar sobre el origen de determinadas personas que se habían trasladado a la mandación cartaviense. Se concluye fijando la condición de las personas en función de su dprocedencia.
Junto a este documento el Liber Testamentorum Ovetensis se refiere a los límites de Suarón en otros dos documentos que nos fijan la dependencia de varios individuos de la mandación cartaviensis y del territorio de Todox en lo que hoy es el Concejo de Navia.
- En el documento titulado Hec est divisio inter Todox et Cartaviam se trata de una partición de siervos ordenada por el conde don Pedro que viene precedida de un inventario y de ciertas pesquisas. En la partición se dividen entre la mandación de Cartavio ubicada entre los ríos Navia y Porcía, y la de la tierra de Todox que lo estaría entre los ríos Navia y Barayo. Se señala también como ciertas familias que se habían trasladado desde Cornas y Mingor a Cartavio y fijan su condición durante el tiempo que estén en Cartavio y en la tierra de Todox. Se señala que aquellas personas en cuanto permanezcan en Cartavio dependerán del monasterio cartaviense, pero en cuanto se trasladen a Suarón deberán de ser devueltas a la mandación de Todox.
- En el titulado Hec est divisio iner Sancta Mariam et Sanctum Iohannem, fechado en 1050, se produce al tiempo de la disputa de la mandación cartaviense entre el Obispo de Oviedo y la condesa doña Eldoncia presentando sospechas de haber sido manipulado. La mención de un supuesto Rey Ramiro hace pensar a Fernández Conde que se refiere a un documento muy anterior del tiempo de los inicios de la monarquía asturiana. Por otra parte, la referencia a Analsus Garvisici resulta equívoca toda vez que este noble, si es el mismo que se hace referencia en el testamento otorgado por el Rey Alfonso por el que se hace donación de la tierra Todox, habría sido privado de sus bienes hacia el año 1003, como consecuencia de la conjura para acabar con la vida del rey Alfonso durante su minoría de edad. La referencia a San Juan debe entenderse referida a la demarcación de San Juan de Prendonés en el Concejo de El Franco que presenta cierta autonomía.

## Donación del Honor de Suarón a los Obispos de Oviedo y arreglo de Salamanca de 1154

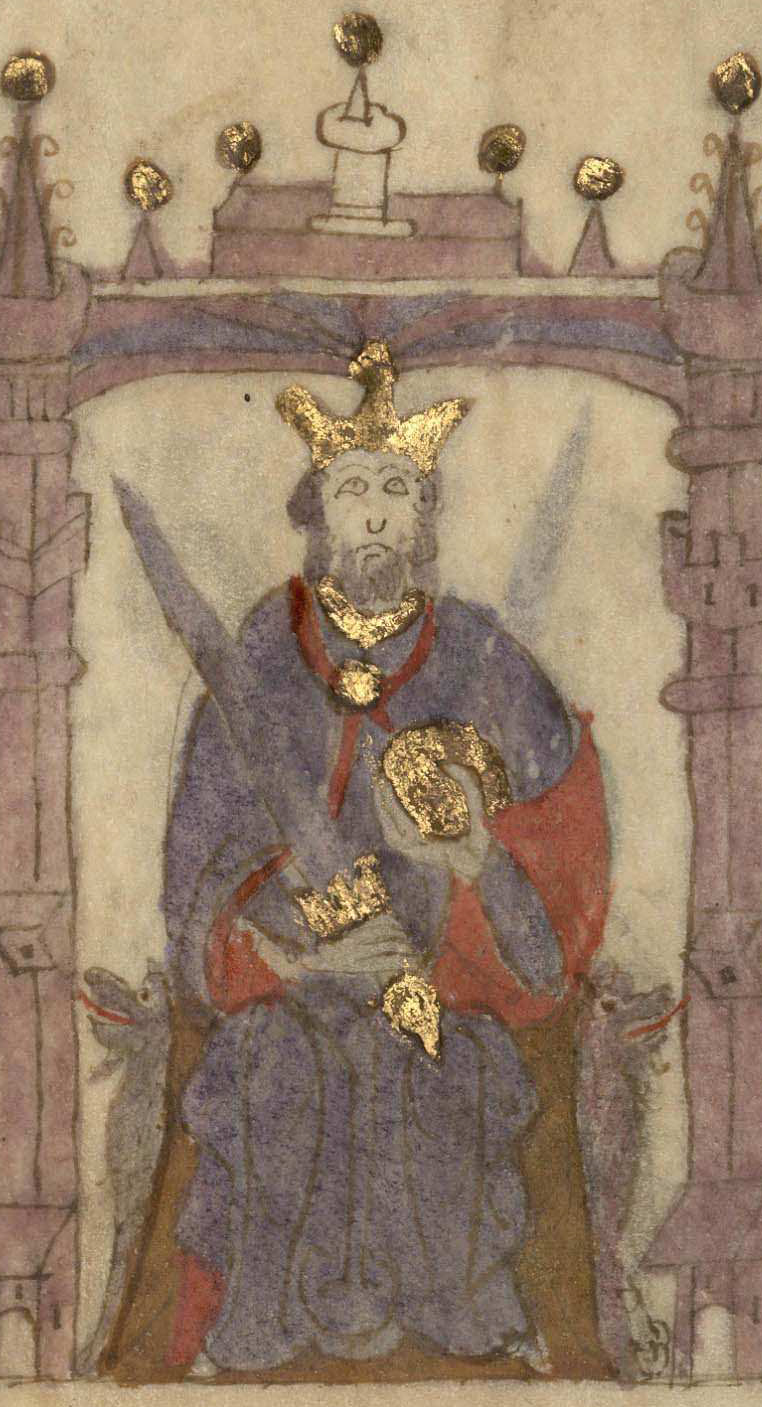
Alfonso VII el emperador, Rey de León

Muy posteriormente se produce un hecho trascendental que determinará un cambio decisivo en la organización del territorio, cual es, la donación del territorio a los obispos de Oviedo. El poder episcopal pretenderá aglutinar en torno a sí a los institutos eclesiásticos, muy extendidos desde antiguo en la comarca y vinculados a la autoridad del obispo. Los obispos ovetenses a partir del siglo XII empiezan a articular las bases del poder político bastante fragmentado a través de la consolidación de sus posesiones en la mandación cartaviense y en el monasterio de Tol. Estos intereses no se van a consolidar definitivamente sino hasta la adscripción del núcleo de poder de la comarca centrado en torno al castillo de Suarón. 
Así, por un acuerdo adoptado por el rey Alfonso VII el 2 de enero de 1154 en las Cortes celebradas en Salamanca, se confirman las cesiones que se habían venido efectuando al obispo Oviedo, y se hace donación a Martino II y a su iglesia, entre otros bienes, del castillo de Suarón (...de illo castello de Sueirum quod est intre (sic) fluuium de Oue et fluuium de Nauia...) con todos sus términos, sus regalías y jurisdicciones.
Entre estos términos y por lo que conocemos de la divisio comprendería los actuales concejos de Castropol el de Tapia de Casariego con su puerto, el concejo de Boal y gran parte del Concejo de El Franco con el Castillo de Arancedo. Quedarían excluidos la mandación cartaviense que comprendería el actual Concejo de Coaña que pertenecía ya a los obispos de Oviedo, quedando también excluidos los monasterios de Santa María de Miudes en el Franco y el de San Martín de Mantarás en Tapia que pertenecían al Monasterio de Corias. En el norte, la jurisdicción del Honor de Suarón se presenta bastante dudosa en lo que atañe a Miranda del Eo, actual concejo de Pontenova y San Tirso de Abres, que hasta bien entrado en el siglo XVIII se encontraría en disputa. También quedaría excluida la comarca de los Oscos y el coto de Burón que pertenecía a la jurisdicción del monasterio de Villanueva de Oscos. Respecto del territorio de Gandaras, (Grandas de Salime) y Navia de Suarna, constitutivos del Honor de Grandas serían objeto de una donación posterior fechada en el año 1186.
Dicha donación no debió de ser del agrado de los obispos lucenses, así dos semanas después, el 19 de enero de ese mismo año, aún se produce una posterior avenencia entre el obispo de Oviedo, Martinus, y el obispo de Lugo, Iohannis, concediéndole a este las tierras gallegas sobre las que tenía jurisdicción el de Oviedo, y a este «las terras et conceios de Ribadeo et de las Regueras».
Por tanto, a partir de 1154 el Honor del Suaron deja de ser tierra de realengo, es decir, de depender directamente del Rey, y pasen a ser episcopalías, es decir, a depender administrativamente y no sólo desde el punto de vista religioso (que ya lo era) del obispo de Oviedo. En lo religioso, hasta 1955 aún dependían del Obispo de Oviedo 27 parroquias, hoy de cuatro conceyos lucenses: Navia de Suarna, Negueira de Muñiz, Fonsagrada y Ribeira de Piquín, pertenecientes estas últimas al Honor de Grandas y al arcedianato de Ribadeo.

## Tenencia de Alvarus Roderici
Desde el año 1090, fecha de la divisio "Divisio inter Sanctam Mariam et Suaronem et Alvam", en que la tenencia es llevada por el conde Petrus Pelagii de Tineo y hasta mediados de siglo XII no se tiene más noticias del Honor de Suarón. En el año 1153, concretamente el 27 de junio en un documento del Monasterio de Santa María de Villanueva de Oscos, se hace referencia como detentador del territorio a Alvarus Roderici del que sabemos gracias a esta documentación que ostentaba un gran poder en toda la zona, pues de él se dice "tenente in Suarone (...) cum potestas in Galicia et Suaron" es decir, Alvarus Roderici además de ser el "tenente" en el Honor del Suarón poseía a título personal demarcaciones tanto en el propio Honor del Suaron como en Galicia, sirve de ejemplo de cómo los reyes delegaban en "tenencias" la administración del territorio escogiendo a familias o individuos notables de la localidad. Cabe señalar, no obstante, que en otros documentos fechados en años consecutivos desaparecen las menciones a  propiedades en galicia de Alvarus Roderici, tal vez cedidas a otros notables por méritos (recordemos que la tierra era una moneda de cambio empleada para recompensar servicios a la corona). Esta misma consideración se observa en un documento fechado el 28 de agosto de ese mismo año, en el que se dice en la data personal: «Fraidenandus Rex en Gallaecia, Urraka regina in Asturias, Martinus Episcopus in Oveto, Aluarus Rodriguiz potestas en Gallaecia et in Suarone». En el año 1155 se hace referencia de nuevo a Aluarus del que se dice «imperat en Santa María de Lucum», sin referencia al Honor de Suarón, lo que es consecuencia de los cambios producidos tras los acuerdos de 1154.Muy posteriormente en el año 1162, Alvarus aparece desligado de Galicia y de los obispos de Lugo, para aparecer vinculado a Asturias. Así en un documento redactado en gallego-portugués se dice Aluar Rodríguez tenente en Asturias. 
No resulta clara la identificación de este "Alvarus Roderici". Cristino Floriano Cumbreño, ya apuntaba que podría tratarse de Álvaro Roderici hijo de Rodrigo Vela, que en la época del emperador aparece confirmando el coto de Canero en compañía de su padre,y al que se refiere también la colección diplomática del monasterio de Belmonte como Álvaro Roderici "dominante in Riba de Ove". También los entiende así, Jaime de Salazar y Acha, quien le identifica como hijo de Rodrigo Velaz de Galicia o de Sarria y, y de Urraca Álvarez, hija a su vez Alvar Fáñez de y de la Condesa doña Mayor Pérez, casado con la Infanta Sancha hija ilegítima de Teresa de Portugal y que detentaría además de Suarón, las tenencias de Sobrado, Ribadeo, Montenegro, Sarria y Limia.
Álvarez Castrillón, quien es el autor que más tiempo ha dedicado al estudio de la comarca, lo identifica también con el hijo del conde de Sarria Rodrigo Velaz, dentro del linaje de los Traba, al que pertenece por matrimonio por haberse casado con una nieta de Pedro Froilaz, quien fuera Ayo de Alfonso Raimúndez. Estima además que se trataría de la misma persona que interviene en el episodio fundacional del Monasterio de Meira. Se explica así que algunos de los detentadores posteriores de la tenencia de Suaron estuviesen precisamente vinculados a la familia Vela.
Señala Álvarez Castillón, que su desaparición va a iniciar la cristalización de entidades menores que posiblemente estén detentadas por descendientes suyos.  La recurrente referencia con que los tenentes de la orilla gallega, demuestran su dependencia de los sobrinos de Álvaro que heredan las extensas tenencias de Sarria o Montenegro inclina a creerlos parientes y hace pensar que en la parte asturiana haya situado alguno de los suyos.

## Detentación del Honor durante la dependencia de los Obispos de Oviedo

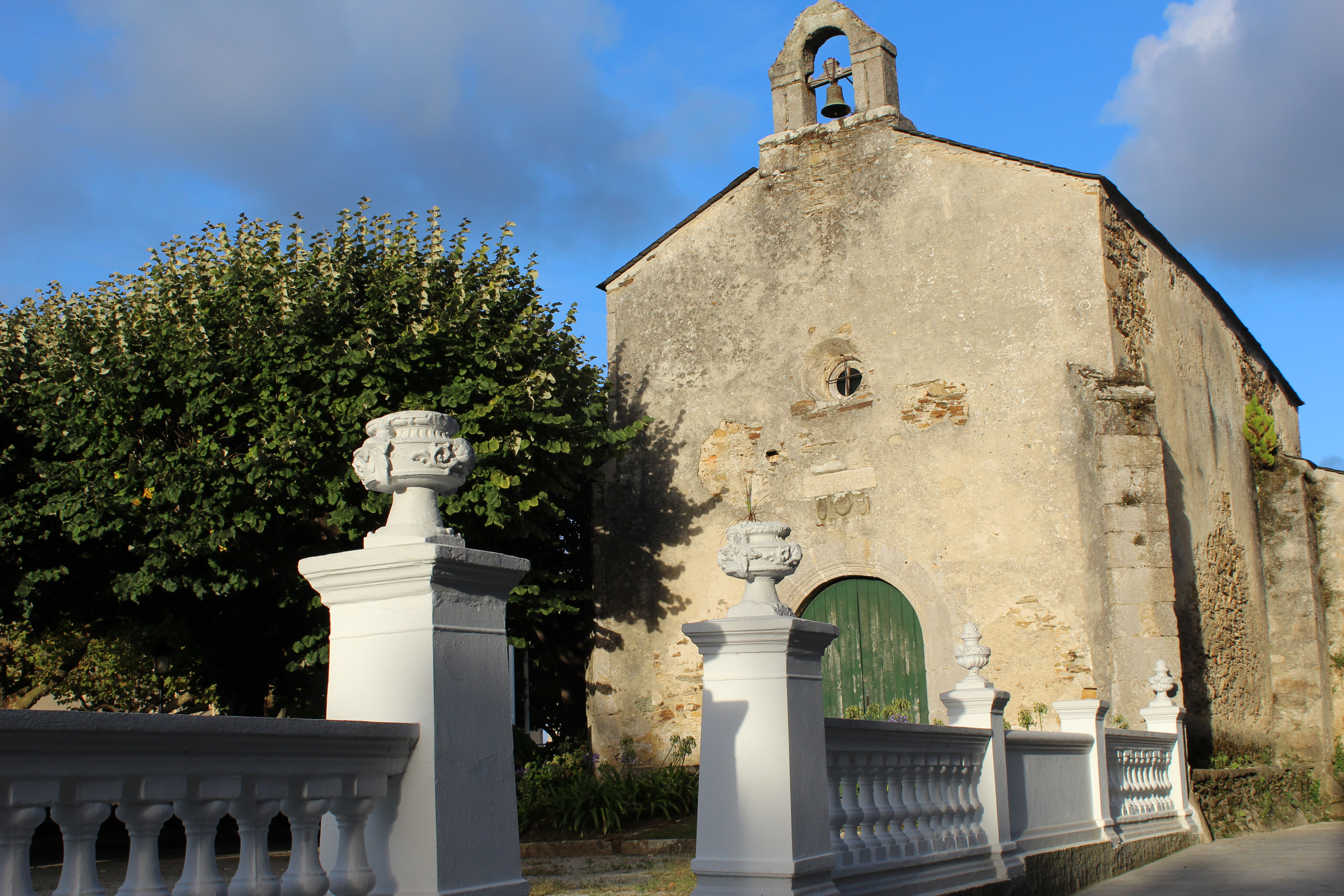
Capilla de Santa María del Campo, Catropol

Del examen del cartulario de Oscos y del Libro de la regla colorada de la Catedral de Oviedo, se puede conocer el devenir del Honor de Suarón tras su incorporación a la jurisdicción episcopal. 
Tras los sucesos del año 1164 en que es destronada la Reina Urraca de Asturias se produce un periodo de confusión en el que la data de los documentos en relación con el territorio se limita a la cita del Obispo que ostenta los derechos jurisdiccionales sobre el territorio.En el año 1185, en un documento de 13 de junio se cita a Conde Gometius como tenente en Montenegro, Trastámara, Ripa Euve y Monter Roso, sin que se pueda determinar si esta referencia lo es a la Tierra de Ribadeo o a la puebla de Ribadeo (AHN Sección clero, Carp.1617, doc. 19).
Según Álvarez Castrillón posteriormente a 1189 sin poderse determinar la fecha (AHN sec clero carp. 1618, doc. 1), consta que Menendo Peláez está al frente de la tenencia de Riba de Ove et Oscos y continuará en la tenencia de Suarón hasta el año de su muerte en 1232.  En diversos documentos es citado también en la data personal con la titulación de tenente Ripa Heue, así en un documento fechado 21 de febrero de 1220 (AHN Clero, Carp. 1618, doc 18) y el fechado el 16 de abril de 1232  (AHN Clero, Carp. 1619, doc 16). En otro también el 21 de febrero de 1220 se le cita como «dominatore terre inter Euvem et Naviam et in Oscos» (AHN Clero, Carp. 1619, doc 2).
En ese tiempo se cita a Roderico Gudisalvus como teniente de Montenegro, Sarria, Trastamara y Ribadeo (Ripa Heue) en dos documentos fechados el 25 de agosto de 2007 y el 28 de enero de 2008 (AHN Clero, carp. 1608, doc 13), si bien la referencia a este Ribadeo quizás deba entenderse al otro lado de la ría, pues en la data personal figura el obispo de Mondoñedo y la escritura viene localizada en la localidad de Villar Betote dentro de la jurisdicción mindoniense.
Con posterioridad al año 1233 en el que se produce la muerte de Menendo Peláez, los hijos de aquel, Gonzalo Menéndez y su hermano Suero Vetulii, aparecen como tenientes de dos tercies de Suarón. En el año 1239, figura como teniente en Suarón Álvaro Roderici, quizás descendiente de su conocido homónimo, figurando como el que ocupa la tenencia de Ripam de Ove et Oscos junto a Gundisalvi Menendii (AHN capr. 1621 doc. 4). 
Ocho años después, en 1247, aparece como tenientes del honor de Suarón los hermanos Alvaro y Gonzalvo Menéndez (AHN Sección clero, Carp. 1621, doc. 14). El monasterio de Oscos menciona un arreglo hecho en Tineo entre este último y el abad del Monasterio de Oscos, don Gomez, concertado el 13 de enero de 1253 en el que el primero compensa al segundo por los daños causados mediante la cesión de una yuguería en Revoredo y la herencia que correspondía a aquel en Ribeira de Santi, dando fin al pleito que ambos mantenían ante el adelantado Pay Gonzalviz de Tineo.
A partir de 1251 (AHN Sección clero, carp. 1622, doc. 10), Gonzalo Menéndez es el único que aparece en el cargo, si bien en en un documento de 1260, 30 de agosto Gudisalvo Menéndez, como tenente Ripaove (AHN carp. 1612, doc. 20), en otro de 1262, se cita a Gonsalvo Meédez «senor d'entre Eue et Navia» (AHN Clero, carp. 1623, doc. 20) y en 1264 se le designa como «Gonçalvo Méndes tenente Suerom».
En una última postrera mención, se cita Gonzalvo a Ménéndez en un documento del 28 de diciembre de 1270 (AHN Sección clero, capr. 1626, doc. n.º 3), «Gonzalvo Menéndez de Ribadeu, tenente terra de Suarón», si bien en un documento anterior se omitía su condición, y se sobreponía la persona del merino designado por el obispo «meryno de sua mano en Riba d'Ove Arias Perez»

## Declive y desaparición
Con posterioridad a esta fecha el honor de Suarón va perdiendo fuerza. De una parte se constata el ascenso de los pequeños señores de la comarca los cuales como consecuencia de la continua sucesión de beneficios y vínculos de vasallaje van disgregando el poder feudal. De otra, los centros de intereses políticos tenderán a situarse más próximos a las pueblas de la ría de Ribadeo, Revoredo y Castropol, localidades más abiertas al comercio. En el año 1298 el prelado don Fernando Alfonso estima necesario la creación de una nueva puebla en Castropol, derecho que ya le había sido concedido a la iglesia de Oviedo por Alfonso X y que Sancho IV invoca en su carta enviada al obispo don Miguel el 2 de abril de 1292. La creación de la puebla de Castropol en el año 1298, situará la figura el encomendero del Obispo en torno al castillo de Fiel concentrando todos los intereses políticos y desplazando las instituciones tradicionales vinculadas a la tenencia. 
En indicada la carta puebla de Castropol de 1298 se encuentra la última mención documentada del honor de Suarón:
«E damos por Alfoz la tierra que iaz dentro los términos del honor de Suarón así como los mando pesquerir el Rey don Alfonso, convien a saber: assí como parte por la foz de la agua de Nauia que va al agua a soprepié al Cantillo de Mexillo e sale a las mestras del Cerengo a la barba del CAbrón e dessi derecho a la persona de Xemen e deme (sic) a la penna del Lagarto e dessi a la agua de Pessoz».
En torno a la Puebla de Castropol, pobba de Castropol según se recoge en los documentos redactados en la lengua vernácula de la comarca, emergerá la figura institucional del concejo abierto como agrupación de todos los vecinos, conocido como Antiguo concejo de Castropol que presidirá la vida de la comarca durante toda la Baja Edad Media hasta la desamortización de la autoridad episcopal en la última década del siglo XVI.